# Papyrus Oxyrhynque 3522

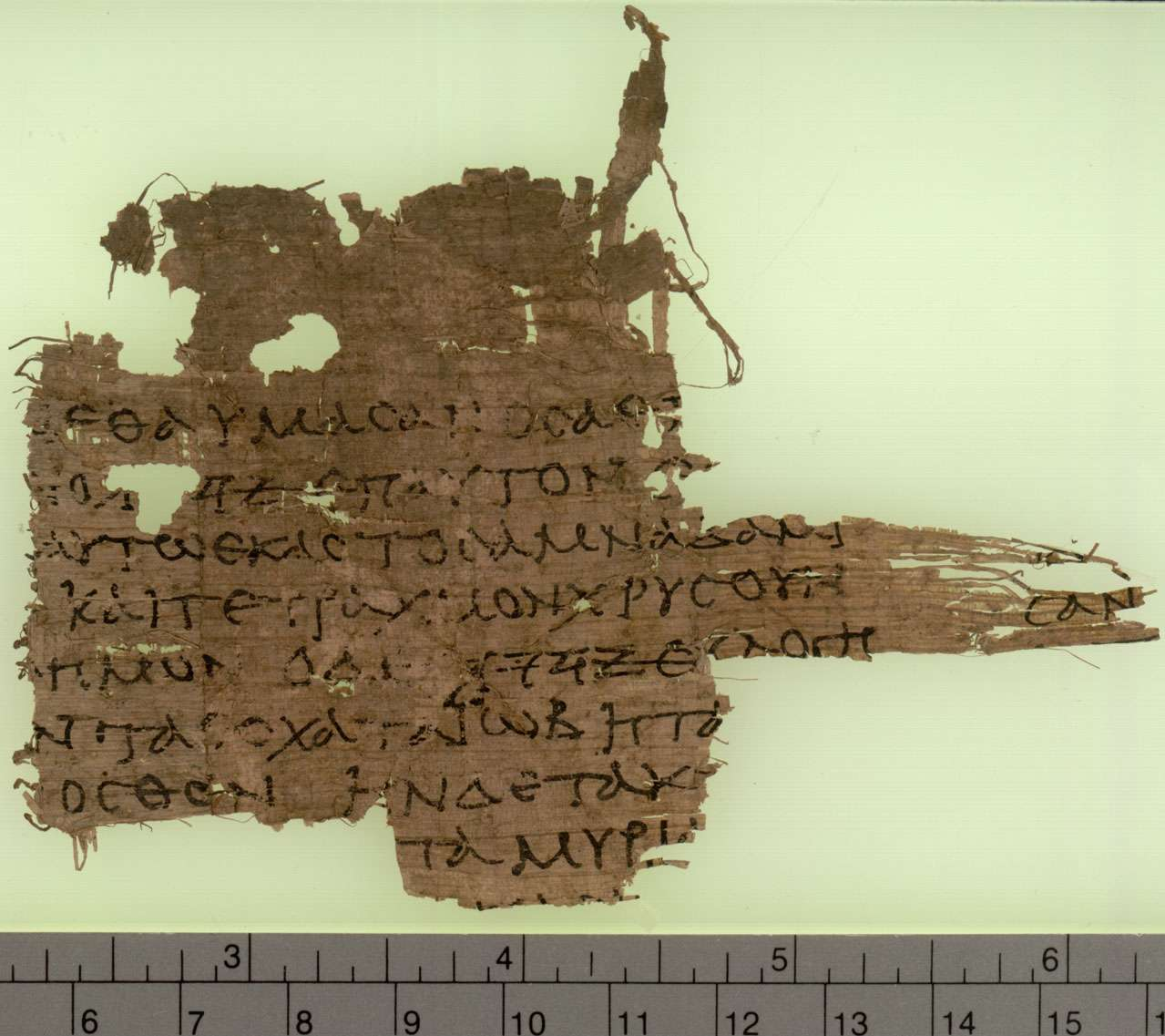
POxy3522

Papyrus Oxyrhynque 3522 (Rahlfs 857) est un fragment en papyrus de la Septante, une version de la Bible hébraïque en langue grecque. Le manuscrit rend le nom divin en lettres hébraïques.

## Texte en grec
Texte en grec selon A. R. Meyer:
κ]αι εθαυμασαν οσα επ[ηγα

γε]ν ο  επαυτον εδ[ωκε

δε ]αυτω εκαστος αμναδα μι

αν] και τετραχμον χρυσουν

α]σημον ο δε  ευλογη

σ]εν τα εσχατα ϊωβ η τα [εμ

π]ροσθεν ην δε τα κτ[ηνη

αυτου προβα]τα μυρια[ τε 

## Emplacement
Le manuscrit est conservé au Sackler library à Oxford.